# القبالة في مجتمع المايا

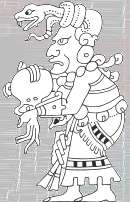

القبالة في مجنمع المايا هي مهنة نسائية تساعد النساء من الحمل إلى رعاية الأطفال حديثي الولادة. القبالة أيضا لديها دور ديني. يعتقد أن القابلات في مجتمع المايا يعينهن مهنتهن من خلال الله من خلال الإشارات والرؤى.
في الأساطير القديمة تسمى مايا إلهة القبالة بإيكسل(هو إلهة للقبالة والطب في ثقافة المايا القديمة).

## المرجع
1. ↑  PAUL، LOIS؛ PAUL، BENJAMIN D. (1975-11). "the Maya midwife as sacred specialist: a Guatemalan case". American Ethnologist. ج. 2 ع. 4: 707–726. DOI:10.1525/ae.1975.2.4.02a00080. ISSN:0094-0496. مؤرشف من الأصل في 2019-12-12. {{استشهاد بدورية محكمة}}: تحقق من التاريخ في: |تاريخ= (مساعدة)